# Athous vomeroi
Athous vomeroi is een keversoort uit de familie kniptorren (Elateridae). De wetenschappelijke naam van de soort is voor het eerst geldig gepubliceerd in 1988 door Platia.